# Мао Нін
Пані Мао Нін (англ. Mao Ning; кит.: 毛宁; 1972, Сянтань) — китайська дипломатка. Заступник директора Департаменту інформації Міністерства закордонних справ і речник Міністерства закордонних справ КНР.

## Життєпис
Народилася у 1972 році в Сянтані, провінція Хунань. У 1993 році отримала ступінь бакалавра мистецтв зі спеціальністю англійська мова в Хунаньському педагогічному університеті, ступінь бакалавра права зі спеціальністю дипломатія в Університеті закордонних справ Китаю в 1995 році та ступінь магістра міжнародної політики та практики в Університеті Джорджа Вашингтона в 2006 році.
Мао приєдналася до дипломатичної служби в серпні 1995 року і служила переважно в Азійському департаменті Міністерства закордонних справ КНР. У травні 2011 року вона була заступником генерального секретаря Секретаріату тристороннього співробітництва і обіймала цю посаду до травня 2013 року, коли її призначили радником посольства Китаю в Сполучених Штатах. У листопаді 2015 року її відкликали до початкового відділу, а в листопаді 2017 року її підвищили до заступника директора. У червні 2020 року вона була обрана віце-мером міста Лешань та стала членкинею постійного комітету муніципального комітету КПК Лешаня.
5 вересня 2022 року вона стала речником Міністерства закордонних справ КНР.